# Клим Михайло
Клим Михайло (псевдо: «Мурза»; нар. 1906, с. Старий Мізунь, Долинський повіт, Королівство Галичини та Володимирії, тепер — Калуський район, Івано-Франківська область — пом. серпень 1944, м. Калуш, Станіславська область) — український військовик, хорунжий УПА, командир куреня «Промінь», командир ТВ-23 «Магура» (Калуського) УПА.

## Життєпис
Народився 1906 року в с. Старий Мізунь (нині Калуський район Івано-Франківської області) в селянській родині.
Навчався у сільській народній школі, продовжив навчання у Стрийській гімназії. В 1927-1928 рр. служив у Війську Польському. В 1929 р. вступив до ОУН.
Після першої радянської окупації нелегально перейшов радянсько-німецький кордон, служив у лавах батальйону «Нахтігаль» і 201-го шуцманшафт-батальйону. На військовій службі перебував до грудня 1942 року.
Один з організаторів УНС у Калуській окрузі ОУНР, командир вишкільної сотні УНС у Школі Кадрів ОУН «Тигри». У липні 1944 р. призначений військовим референтом Калуської округи ОУН і командиром Калуського ТВ УПА, одночасно командував і куренем «Промінь».
8 серпня 1944 року під час організаційної зустрічі під Калушем важко поранений поляками-фольксдойчерами, перевезений у шпиталь у Калуші, де й помер. Похований у рідному селі.